# Tenax (Radsportteam)
Tenax war eine irische Radsportmannschaft. Die Mannschaft nahm ab 2005 an der UCI Europe Tour als Professional Continental Team (UCI-Teamcode TEN) teil. Zur Saison 2008 fusionierte die Mannschaft mit dem Team L.P.R.

## Saison 2007

### Erfolge in der Europe Tour
| Datum      | Rennen                | Fahrer           |
| ---------- | --------------------- | ---------------- |
| 28. Juli   | 3. Etappe Brixia Tour | Ruslan Pidhornyj |
| 11. August | Giro del Lazio        | Gabriele Bosisio |
| 21. August | Tre Valli Varesine    | Christian Murro  |

### Zugänge – Abgänge
| Zugänge                    | Team 2006       | Abgänge                           | Team 2007                     |
| -------------------------- | --------------- | --------------------------------- | ----------------------------- |
| Mauro Santambrogio         | Lampre-Fondital | Roberto Petito                    | Liquigas-Bianchi              |
| Giairo Ermeti              | Team L.P.R.     | Paolo Bossoni                     | Lampre-Fondital               |
| Jure Golčer                | Perutnina Ptuj  | Fabio Baldato                     | Lampre-Fondital               |
| Roberto Ferrari            | Neoprofi        | Rigoberto Urán                    | Unibet.com                    |
| Sergio Laganà              | Neoprofi        | Massimo Codol                     | Acqua e Sapone                |
| Fabrice Piemontesi         | Neoprofi        | David McPartland                  | Hadimec-Nazionale Elettronica |
| Luca Sabatino              | Neoprofi        | Marlon Pérez Arango               | Universal Caffè-Ecopetrol     |
| Marco Corsini (ab 1. März) | Neoprofi        | Giancarlo Ginestri                | Unbekannt                     |
|                            |                 | Mauro Santambrogio (bis 31. Juli) | Lampre-Fondital               |

### Mannschaft
| Name                | Geburtstag         | Nationalität | Team 2008                       |
| ------------------- | ------------------ | ------------ | ------------------------------- |
| Alessandro Bertuola | 13. September 1979 | Italien      | Preti Mangimi                   |
| Gabriele Bosisio    | 6. August 1980     | Italien      | Team L.P.R.                     |
| Marco Corsini       | 4. Februar 1981    | Italien      | NGC Medical-OTC Industria Porte |
| Claudio Cucinotta   | 22. Januar 1982    | Italien      | Team L.P.R.                     |
| Micula De Mattis    | 14. November 1983  | Italien      |                                 |
| Giairo Ermeti       | 7. April 1981      | Italien      | Team L.P.R.                     |
| Roberto Ferrari     | 9. März 1983       | Italien      | Team L.P.R.                     |
| Jure Golčer         | 12. Juli 1977      | Slowenien    | Team L.P.R.                     |
| Sergio Laganà       | 4. November 1982   | Italien      | Team L.P.R.                     |
| Honorio Machado     | 26. Juli 1982      | Venezuela    | Katay Cycling Team              |
| Christian Murro     | 19. Mai 1978       | Italien      | Lampre-Fondital                 |
| Ruslan Pidhornyj    | 25. Juli 1977      | Ukraine      | Team L.P.R.                     |
| Fabrice Piemontesi  | 16. August 1983    | Italien      | NGC Medical-OTC Industria Porte |
| Daniele Pietropolli | 11. Juli 1980      | Italien      | Team L.P.R.                     |
| Luca Sabatino       | 4. August 1983     | Italien      |                                 |
| Cristiano Salerno   | 18. Februar 1985   | Italien      | Team L.P.R.                     |

## Platzierungen in UCI-Ranglisten
UCI-Weltrangliste
| Saison | Mannschaftswertung | Fahrerwertung           |
| ------ | ------------------ | ----------------------- |
| 2003   | 24.                | Gianluca Tonetti (464.) |
| 2004   | 17.                | Oscar Pozzi (545.)      |

UCI Europe Tour
| Saison | Mannschaftswertung | Fahrerwertung           |
| ------ | ------------------ | ----------------------- |
| 2005   | 43.                | Ruslan Pidhornyj (150.) |
| 2006   | 11.                | Ruslan Pidhornyj (10.)  |
| 2007   | 8.                 | Gabriele Bosisio (29.)  |

UCI Oceania Tour
| Saison | Mannschaftswertung | Fahrerwertung         |
| ------ | ------------------ | --------------------- |
| 2005   | 7.                 | David McPartland (8.) |
| 2006   |                    |                       |
| 2007   |                    |                       |